# ارشمید مورلئو
ارشمید مورلئو (انگلیسی: Archimede Morleo؛ زادهٔ ۲۶ سپتامبر ۱۹۸۳) بازیکن فوتبال اهل ایتالیا است.
از باشگاه‌هایی که در آن بازی کرده‌است می‌توان به باشگاه فوتبال کروتونه، باشگاه فوتبال بولونیا، و باشگاه فوتبال لچه اشاره کرد.